# 預婦
預婦（イェブ、예부）、あるいは養婦（ヤンブ、양부）とは、朝鮮半島で古くから行われた婚姻様式。

## 概要
朝鮮民族の風習では、未成年の男性は「総角（チョンガク、총각）」と呼ばれる独特の髪型を結うことになっている。たとえ両班の身分であっても、総角頭の男性は自分が所有する奴婢からも馬鹿にされたという。
そのため資産家の子弟の場合、10歳未満であっても早々と加冠（元服）を済ませて、髪型を「大人」の髷にした。貧困層の場合は、10歳未満の女児を養育して息子の嫁とすることで、息子を「既婚者」にした。この風習を「預婦」または「養婦」という。
漢民族社会におけるシンプア（新婦仔）に類似した制度であるが、シンプアは女児が成人になる前は「許婚」として扱われる一方、預婦は男児の家に迎えられた時点で「嫁」とされるところが大きく異なる。

## 弊害
多くの預婦は、第二次性徴が始まる前のまだ「幼女」の時に男児の家に入り、仮に男児の家族から酷使や冷遇を受けても、これを甘受しなければならなかった。絶望的な境遇におかれた預婦は、次第に追い詰められて、ついに夫一家の殺害という凶悪犯罪に手を染めることになるのである。刑務所収監中に初潮を迎える者も多かった。
当時の記録によると、朝鮮人殺人犯の男女比率は100：88で、他民族と比較して女性殺人犯の比率が異常に高かった。この女性殺人犯の大半は未成年の預婦によるもので、預婦の犯罪を除けば、他の民族と同様の比率（おおむね100：10）になるという。
京城婦人病院院長の工藤武城は、「朝鮮婦人が特別に殺伐な性質を有して居るのではない。朝鮮の結婚生活に於て、非常なる無理があつて、女子を驅つて茲に至らしむべき原因が無くてはならない。」と朝鮮人の結婚慣習の問題点を指摘している。